# Municipio de Lafayette (condado de Allamakee)
El municipio de Lafayette (en inglés: Lafayette Township) es uno de los dieciocho municipios ubicados en el condado de Allamakee en el estado estadounidense de Iowa. En el año 2000 el municipio tenía una población de 466 habitantes y una densidad poblacional de 4,1 personas por km².

## Geografía
El municipio de Lafayette se encuentra ubicado en las coordenadas 43°17′40″N 91°10′27″O / 43.29444, -91.17417..